# Samtgemeinde Bruchhausen-Vilsen
La comunità amministrativa di Bruchhausen-Vilsen (Samtgemeinde Bruchhausen-Vilsen) si trova nel circondario di Diepholz nella Bassa Sassonia, in Germania.

## Suddivisione
Comprende 6 comuni:
1. Asendorf
2. Bruchhausen-Vilsen (comune mercato)
3. Engeln
4. Martfeld
5. Schwarme
6. Süstedt

Il capoluogo è Bruchhausen-Vilsen.